# آلاری لل
آلاری لل (استونیایی: Alari Lell؛ زادهٔ ۱۰ ژوئن ۱۹۷۶) بازیکن فوتبال اهل استونی بود.
از باشگاه‌هایی که در آن بازی کرده‌است می‌توان به باشگاه فوتبال فلورا تالین، باشگاه فوتبال کورساره، باشگاه فوتبال ویلیاندی تولویک، و باشگاه فوتبال تالینا کالو اشاره کرد.
وی همچنین در تیم ملی فوتبال استونی بازی کرده‌است.